# Paulo Castelli
Paulo Castelli Greven (Porto Alegre, 8 de outubro de 1956) é um psicólogo e ex-ator brasileiro. É filho da atriz Maria Luiza Castelli.[carece de fontes?]

## Carreira
Vivendo em São Paulo desde pequeno, ainda garoto, acompanhava a mãe na TV Tupi, onde posteriormente, fez seus primeiros trabalhos.[carece de fontes?] Estreou na novela O Pequeno Lord em 1967. Em 1978, fez o filme Pecado sem Nome. No mesmo ano atuou nos filmes Bem Dotado - O Homem de Itu e Os Imorais. Em 1979, na TV Tupi, fez a novela Gaivotas. Com o encerramento da emissora, foi para a TV Bandeirantes e participou das novelas Um Homem muito Especial e Os imigrantes. A seguir, fez na TV Cultura O Pátio das Donzelas e Casa de Pensão. No SBT, atuou em A Força do Amor, A Leoa e A Justiça de Deus. Em 1983, atuou em Voltei Pra Você, na Rede Globo. Em 1984, trabalhou nas minisséries Viver a Vida e Tudo em Cima, na TV Manchete. Em 1985, protagonizou o filme Além da Paixão ao lado de Regina Duarte. Na televisão, atuou ainda nas novelas da Rede Globo Tititi, Roda de Fogo, Bambolê e Vida Nova. Em 1989, estrelou o filme Jorge, um brasileiro e, no mesmo ano, participou na TV Manchete da novela Kananga do Japão.[carece de fontes?]
Em 1990, apesar do sucesso como ator, Paulo decidiu deixar a carreira para formar-se como psicólogo. Em 1998 abriu um hotel para idosos no bairro nobre de Alphaville, na Grande São Paulo para cuidar de pacientes com problemas psicológicos.

## Filmografia

### Televisão
- 1990 - Fronteiras do Desconhecido (Rede Manchete)
- 1989 - Kananga do Japão - Henrique (Rede Manchete)
- 1988 - Vida Nova - Isaac
- 1987 - Bambolê - Luís Fernando
- 1986 - Roda de Fogo - Felipe d'Ávila
- 1985 - Ti Ti Ti - Pedro Spina
- 1985 - Tudo em Cima - Vando (Rede Manchete)
- 1984 - Viver a Vida - Marcelo (Rede Manchete)
- 1983 - Voltei pra Você - Pedro das Antas, o Serelepe (Pedro Lopes Pereira)
- 1983 - A Justiça de Deus - Paulo (SBT)
- 1982 - A Leoa (SBT)
- 1982 - A Força do Amor (telenovela) - José Antônio (SBT)
- 1982 - Casa de Pensão - Amâncio (TV Cultura)
- 1982 - O Pátio das Donzelas (TV Cultura)
- 1981 - Os Imigrantes - Ricardo (Rede Bandeirantes)
- 1980 - Um Homem Muito Especial - Fernando (Rede Bandeirantes)
- 1980 - Drácula, uma História de Amor - Fernando (TV Tupi)
- 1979 - Gaivotas - Júnior (TV Tupi)
- 1967 - O pequeno lord - Cedric (TV Tupi)

### Cinema
- 1989 - Jorge, um brasileiro
- 1985 - Além da Paixão
- 1979 - Os Imorais
- 1978 - Bem Dotado - O Homem de Itu
- 1978 - Pecado Sem Nome
- 1977 - Jecão, um Fofoqueiro no Céu